# Arsenal de Venecia
El Arsenal de Venecia (en Italiano: Arsenale di Venezia) es una antigua base naval situada en la ciudad de Venecia (Italia), en el distrito de Castello. En la actualidad se utiliza como centro de investigación, escenario de exhibición de arte contemporáneo durante la Bienal de Venecia y centro de preservación de navíos históricos. Durante la Baja Edad Media y la Edad Moderna fue un complejo formado por  astilleros y armerías de propiedad estatal que jugó un papel principal en la construcción del poderío naval de la República de Venecia.

## Historia

### Edades Media y Moderna
Una estructura de estilo bizantino pudo haber existido alrededor del siglo VIII, aunque la actual estructura se cree que comenzó a construirse en 1104 bajo el reinado de Ordelafo Faliero. Definitivamente existía en los inicios del siglo XIII y es mencionado en la obra de Dante La Divina Comedia. 
En un principio, simplemente alojaba barcos construidos para particulares, pero en 1320 se construyó el Arsenal Nuevo (Arsenale Nuovo), mucho mayor que el original y más eficiente. Esto permitió que se construyeran y mantuvieran los barcos del Estado y los mucho más grandes barcos mercantes en un solo lugar. Las viviendas de los trabajadores se extendían fuera de sus muros. 

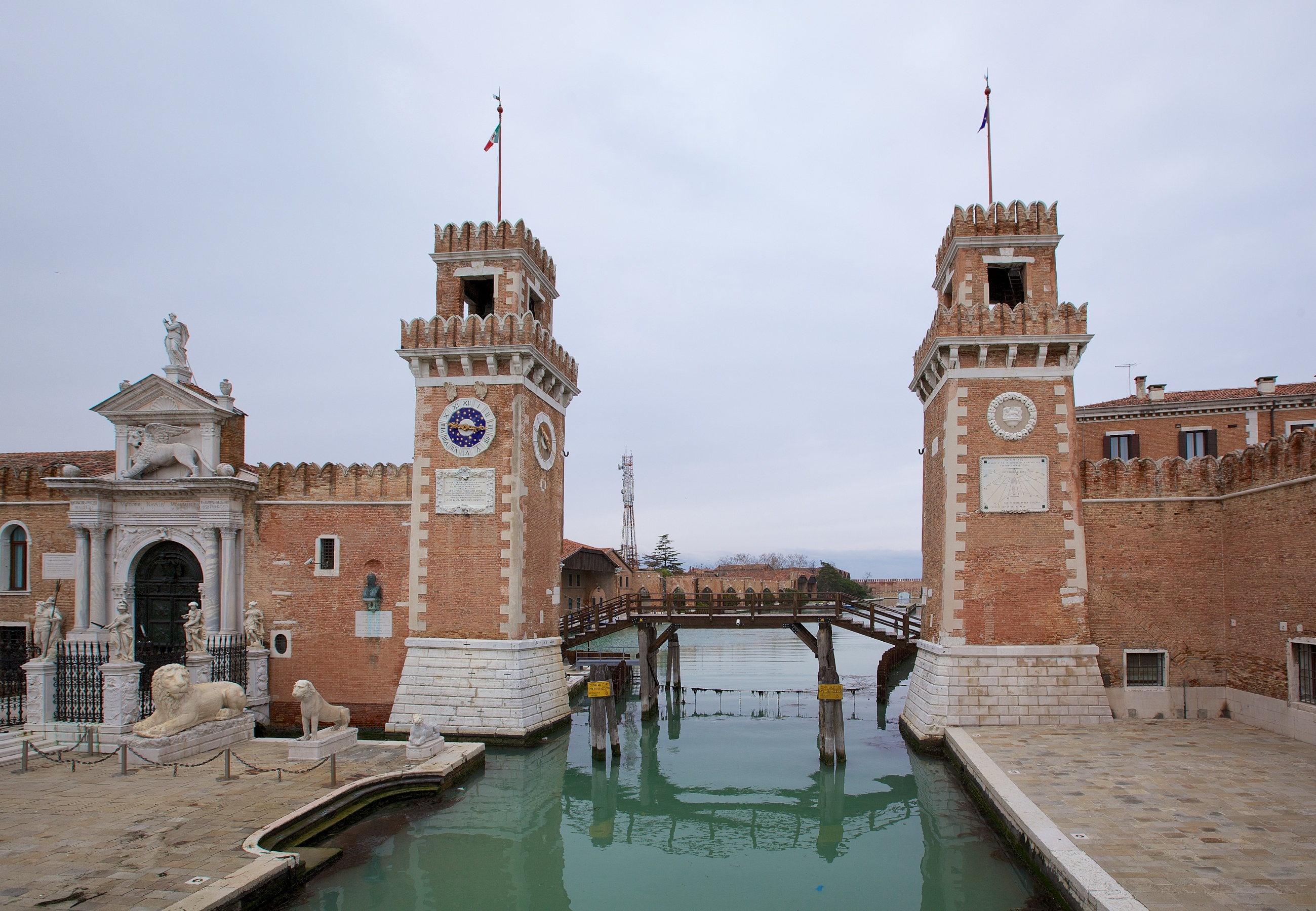
Torres del Arsenal

Llegó a ser el mayor complejo industrial de Europa anterior a la Revolución Industrial. Ocupaba un área de alrededor de 45 ha, aproximadamente el 15 % del territorio de Venecia. El complejo estaba rodeado por un muro de 3,2 km de longitud que ocultaba el Arsenal al público y estaba vigilado por guardias. Dentro del recinto amurallado, cada área del Arsenal se destinaba a la producción de una parte concreta de los barcos o a equipamiento, como armamento, sogas o aparejos. Posteriormente se ensamblaban las distintas piezas estandarizadas; el proceso de ensamblaje podía realizarse en un día. La madera necesaria para la construcción de los buques provenía de un bosque propiedad del Arsenal en la colina del Montelo.
Venecia desarrolló métodos de producción en masa de barcos de guerra en el Arsenal, incluyendo el sistema de construir primero la quilla del barco reemplazando el antiguo sistema romano de construir el casco primero. El nuevo sistema era mucho más rápido y requería menos madera, lo que resultó crucial en el proceso que llevaría al Arsenal a convertirse un centro de producción en masa.
En el arsenal también se desarrollaron nuevas armas de fuego en temprana fecha, 
comenzando por la bombarda en 1370 y numerosas armas más pequeñas para luchar contra 
los genoveses pocos años después. También se introdujeron mejoras en las armas de mano dirigidas a aumentar la velocidad de salida y, por tanto, su capacidad de penetrar una armadura mejor que la de una ballesta. El condottieri Bartolomeo Colleoni es conocido por haber sido el primero en montar la nueva artillería ligera del Arsenal en carros móviles para usarlos en el campo de batalla.

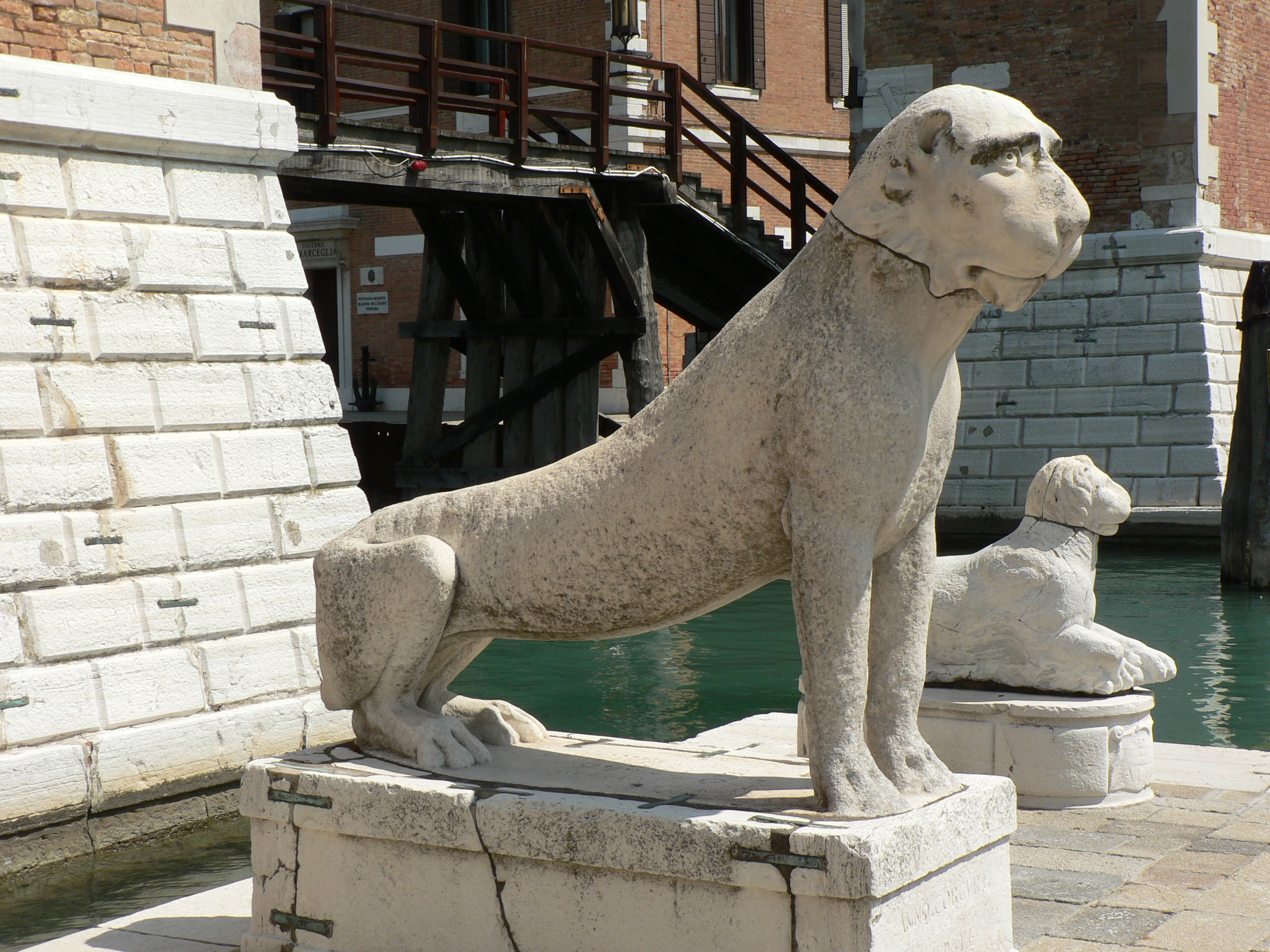
León del Pireo

La puerta principal del Arsenal, la Puerta Grande (Porta Magna), fue construida en 1460 y fue la primera estructura renacentista construida en Venecia. Fue construida quizás por Antonio Gambello a partir de un diseño de Jacopo Bellini. Dos leones traídos de Grecia fueron añadidos en 1687 a ambos lados de la puerta. Uno de los leones, conocido como el León de El Pireo, es notable por haber sido desfigurado con grandes runas grabadas en el siglo XI por soldados mercenarios escandinavos.
El Arsenal Novissimo fue comenzado en 1473. Permitió la creación de un sistema similar a la producción en cadena, en la cual los cascos eran construidos en las nuevas áreas del Arsenal antes de ser acabados en el viejo Arsenal.
En su momento de máxima eficiencia, el siglo XVI, el Arsenal empleaba a cerca de 16.000 personas que, se dice, eran capaces de fabricar un barco diario y podían poner a punto, armar y aprovisionar una nueva galera con técnicas de producción en masa similares a la producción en cadena. El Arsenal mantenía a menudo 100 galeras en construcción, en diferentes fases de producción y mantenimiento. De esta manera, en el momento en el que una galera avanzaba hacia la fase posterior, otra la reemplazaba inmediatamente. Las galeras eran trasladadas de una fase a otra a través de un canal, de modo que trabajadores y herramientas no debían transportarse. Esta forma de producción no volvió a repetirse en el mundo hasta comienzos del siglo XX, cuando Henry Ford introdujo la moderna cadena de montaje.

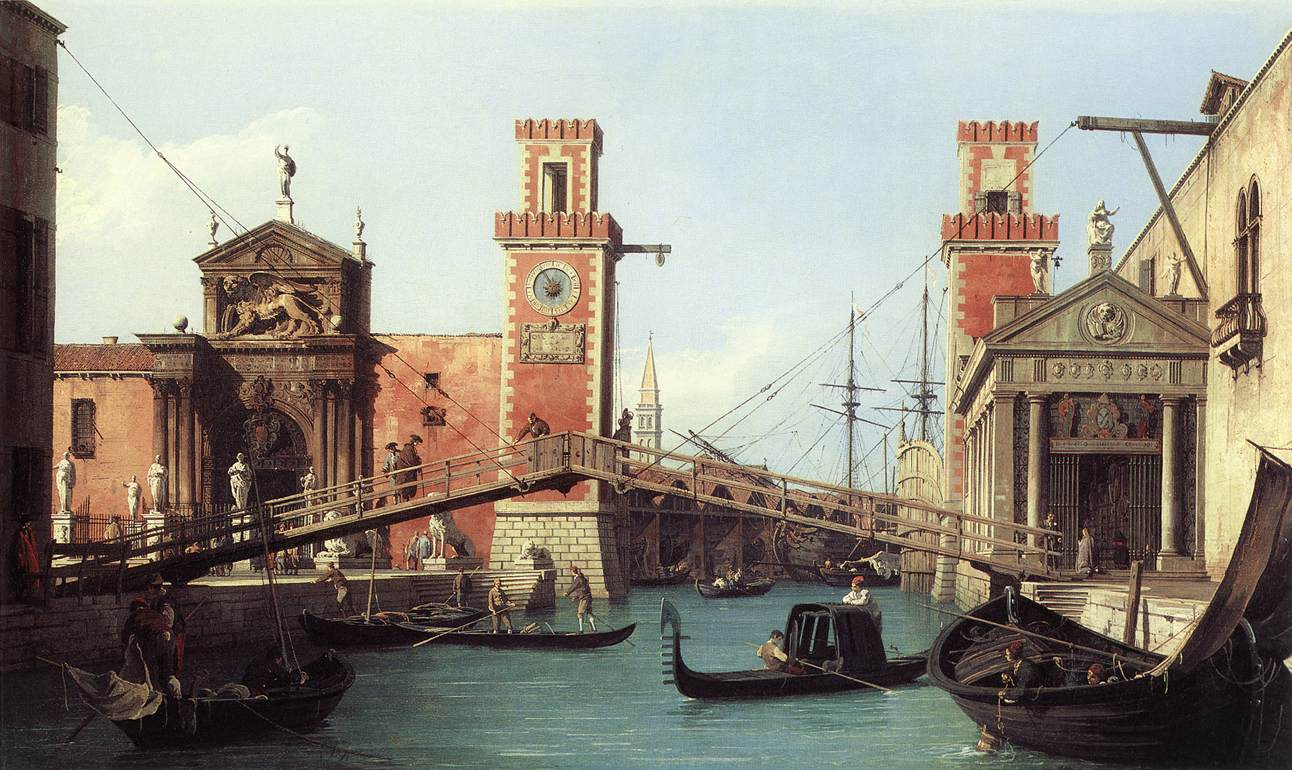
Vista de la entrada al Arsenal por Canaletto, 1732

En el resto de Europa, la producción de barcos de similar tamaño podía llevar varios meses. 
A finales del siglo XVI, los maestros del Arsenal experimentaron con barcos mayores como plataforma de artillería naval pesada. Las más impresionantes fueron las galeazas, usadas ya en Lepanto y desarrolladas a partir de la antigua "gran galera" mercante. La galeaza era enorme, propulsada tanto por velas como por remos, virtualmente una fortaleza flotante con cañones montados sobre carros a lo largo de los costados al estilo moderno. No obstante, era lenta y poco maniobrable en combate, por lo que se construyeron pocas. El galeón, también desarrollado en el Arsenal, era un barco velero armado, una versión más estilizada del grueso barco mercante. Era útil en las grandes batallas navales, pero no en las pequeñas bahías y estrechos de la costa dálmata.

### Edad Contemporánea
Gran parte del Arsenal fue destruida durante el dominio de Napoleón Bonaparte, y posteriormente reconstruidas para habilitar el presente uso del Arsenal como base naval.

### Galileo Galilei
En 1593, Galileo se convirtió en un consultor del Arsenal, asesorando a ingenieros venecianos  a resolver los problemas de las construcciones navales, muchas de ellas relativas a cuestiones de remo, instrumentos y balística.
Como consecuencia de su interacción con el Arsenal veneciano, Galileo publicó un libro más adelante en su vida para abordar un nuevo campo de la ciencia moderna, que se ocupa de la fuerza y  resistencia de los materiales donde Galilei pudo  ayudar a resolver un problema específico con las unidades de remos de las galeras venecianas.